# Passiflora adulterina
Passiflora adulterina là một loài thực vật có hoa trong họ Lạc tiên. Loài này được L. f. mô tả khoa học đầu tiên năm 1781.